# Ixora talaudensis
Ixora talaudensis är en måreväxtart som beskrevs av Cornelis Eliza Bertus Bremekamp. Ixora talaudensis ingår i släktet Ixora och familjen måreväxter. Inga underarter finns listade i Catalogue of Life.